# Mompha bradleyi
Mompha bradleyi é uma espécie de mariposa do gênero Mompha pertencente à família Coleophoridae.